# Fuente Bellido

Fuente Bellido es un Paraje Natural Municipal ubicado en el término de Casas Altas, provincia de Valencia (Comunidad Valenciana, España).

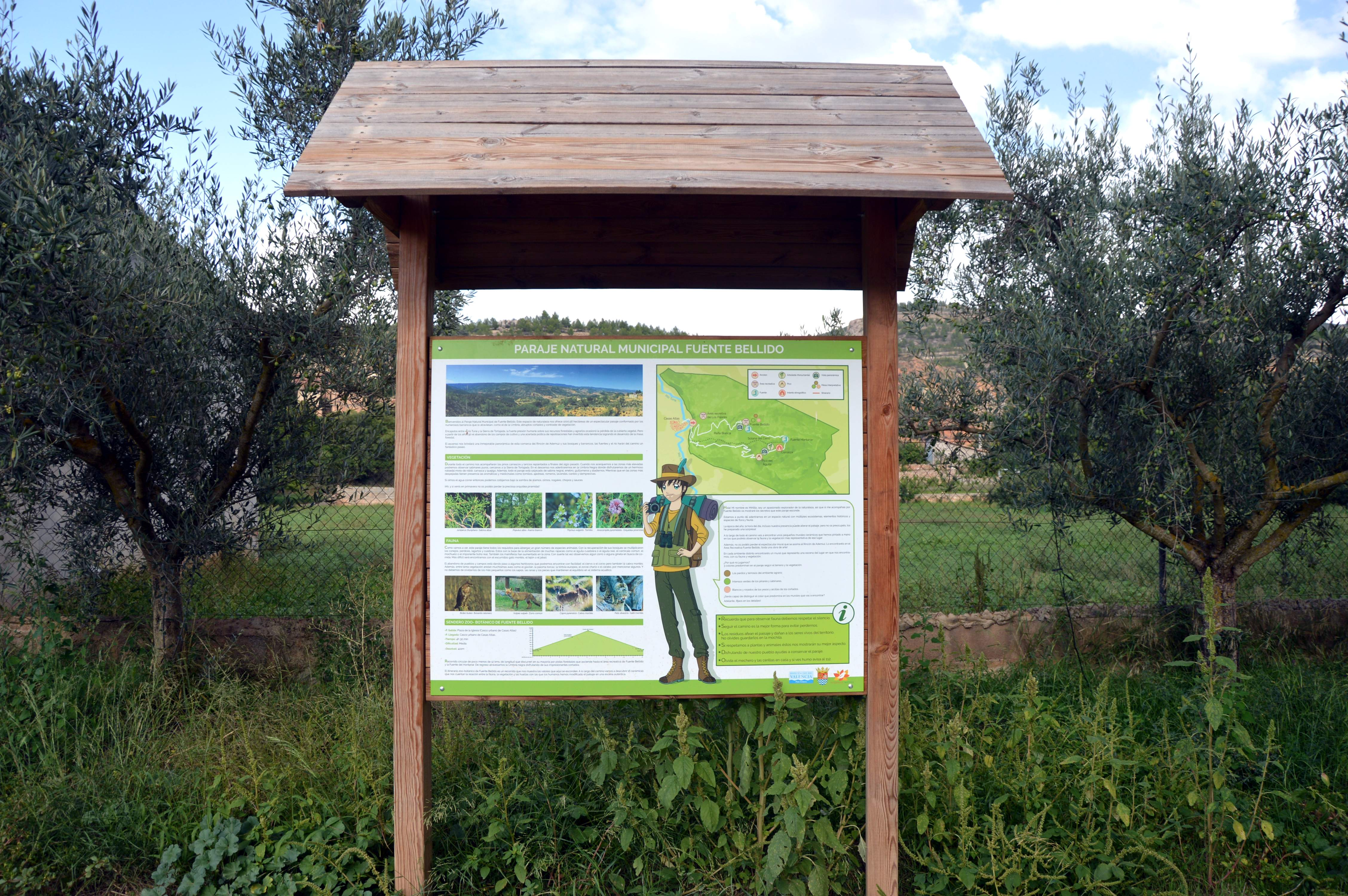
Panel informativo del Paraje Natural Municipal "Fuente Bellido" en Casas Altas (Valencia), 2018.

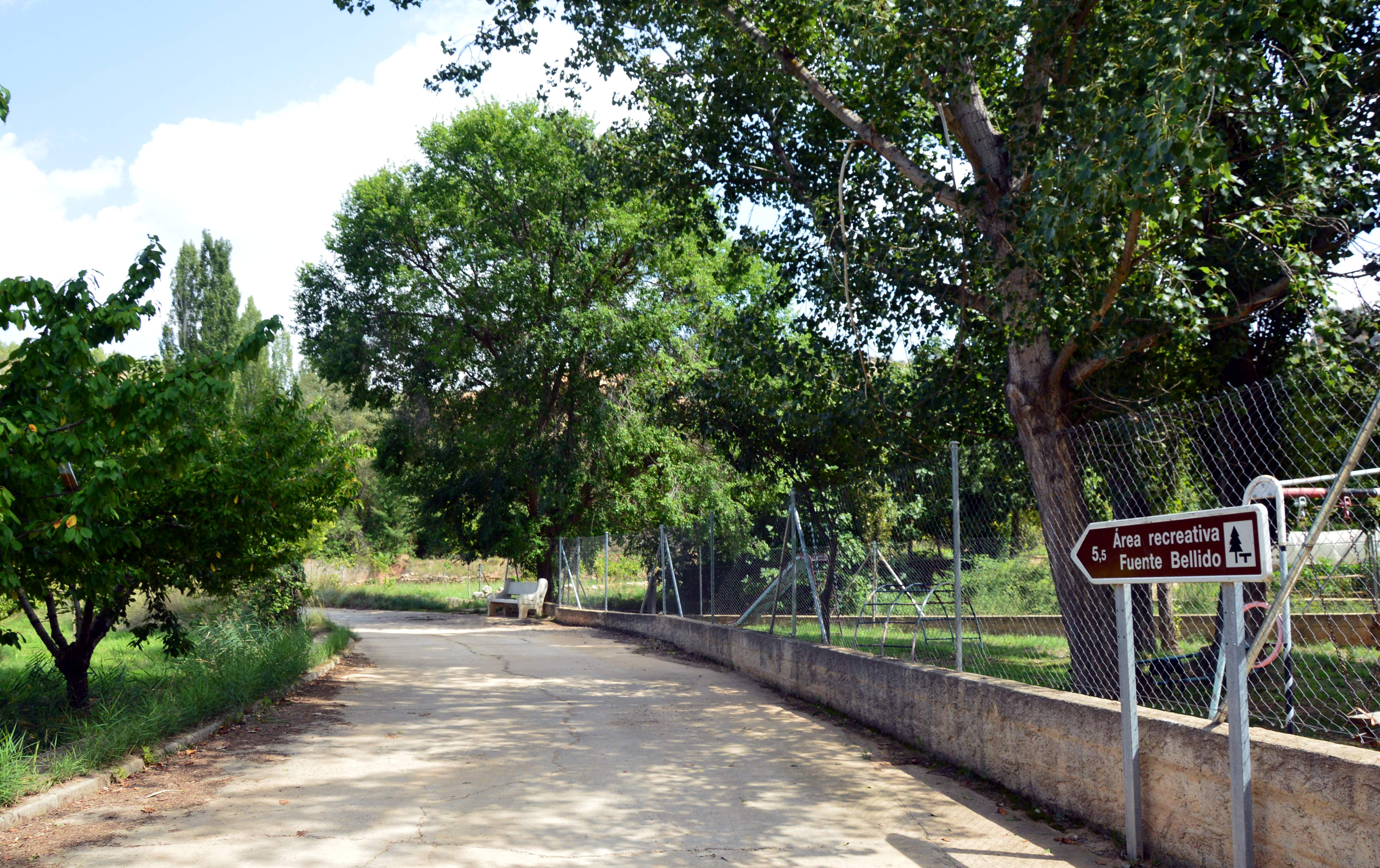
Señal de dirección en el punto cero del recorrido por el parque natural Municipal "Fuente Bellido" de Casas Altas (Valencia), 2018.

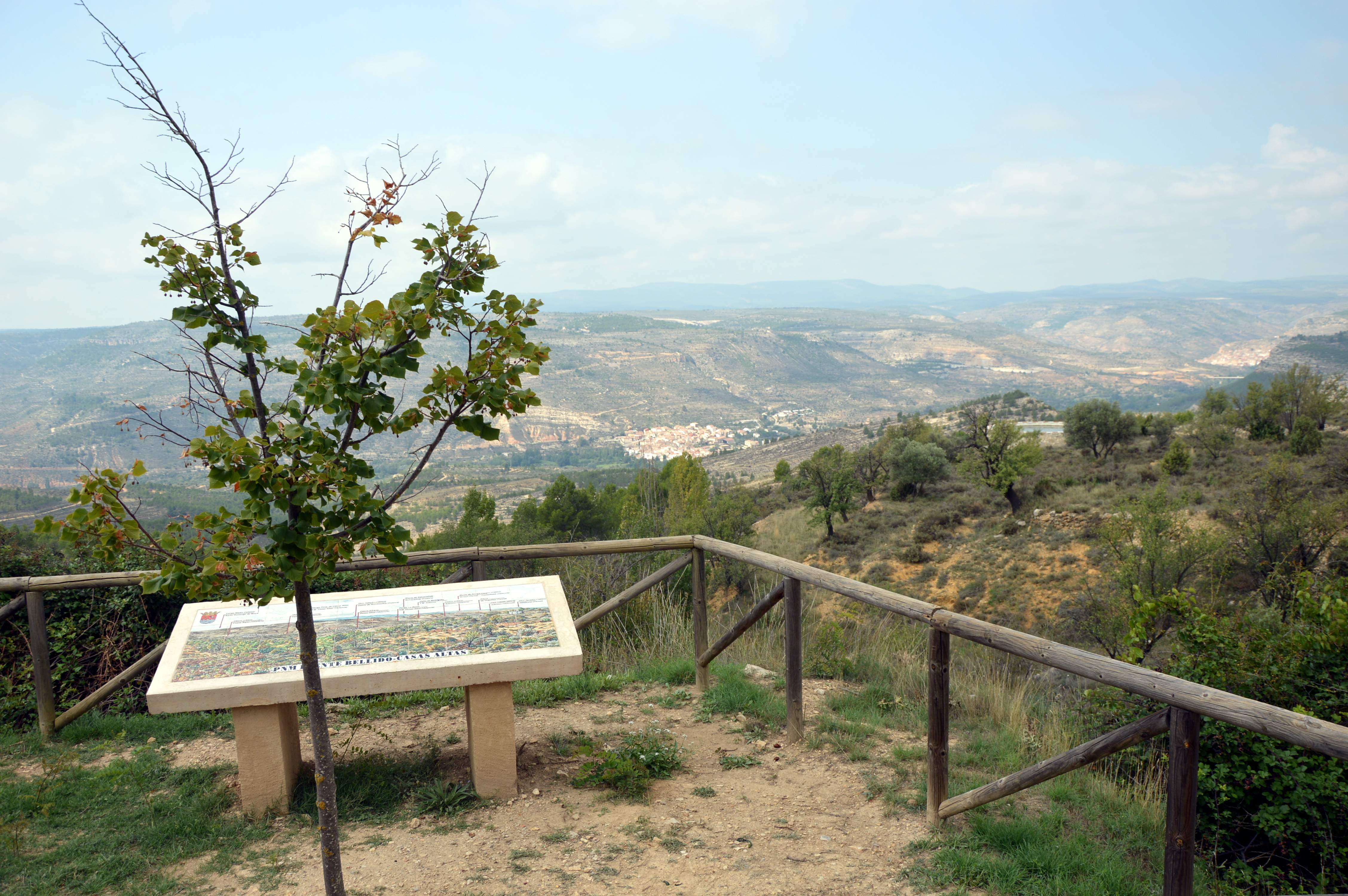
Vista parcial del área recreativa en el parque natural Municipal "Fuente Bellido" de Casas Altas (Valencia), 2018.

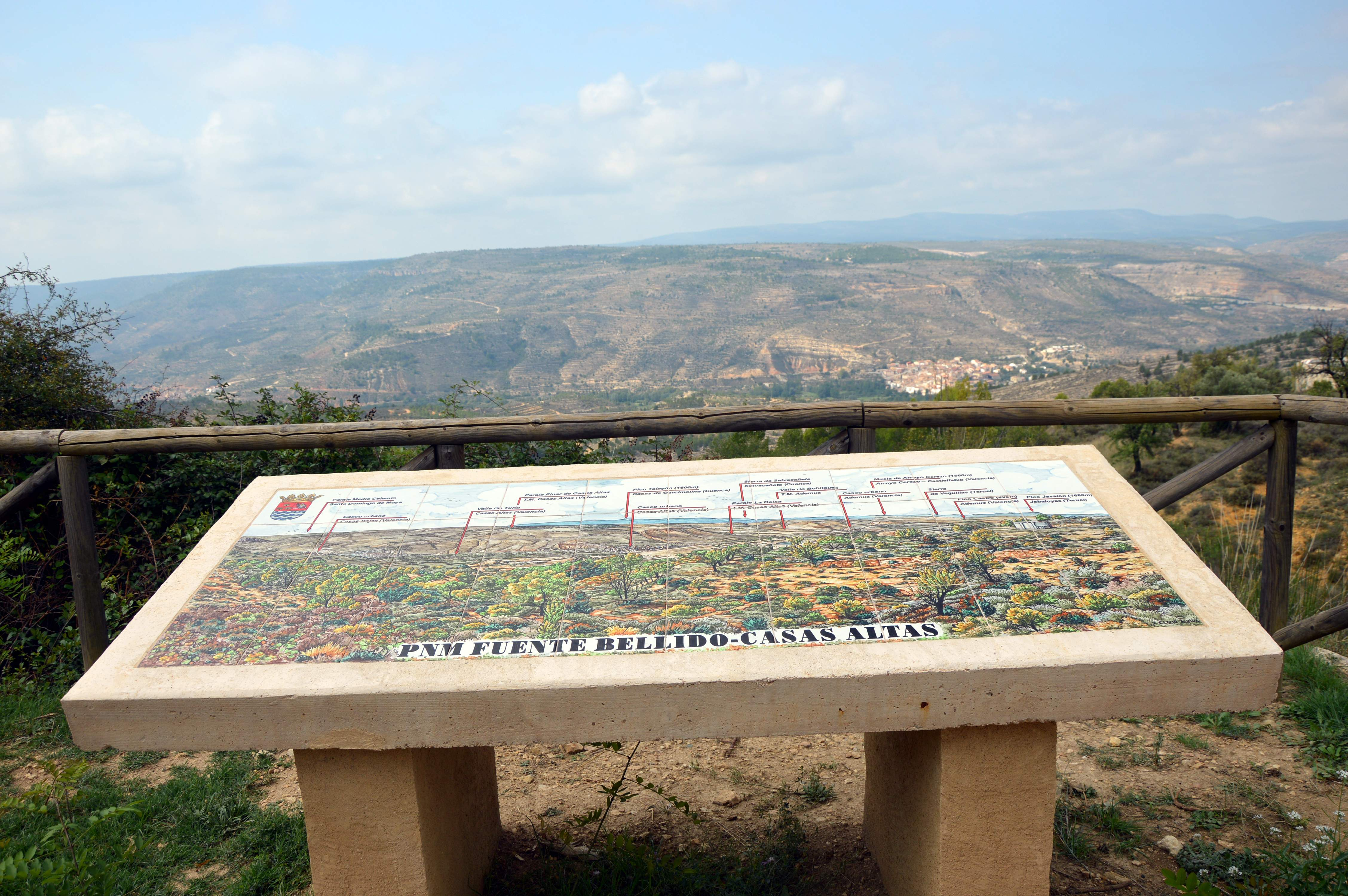
Detalle de mesa con panel cerámico en el área recreativa del parque natural Municipal "Fuente Bellido" de Casas Altas (Valencia), 2018.

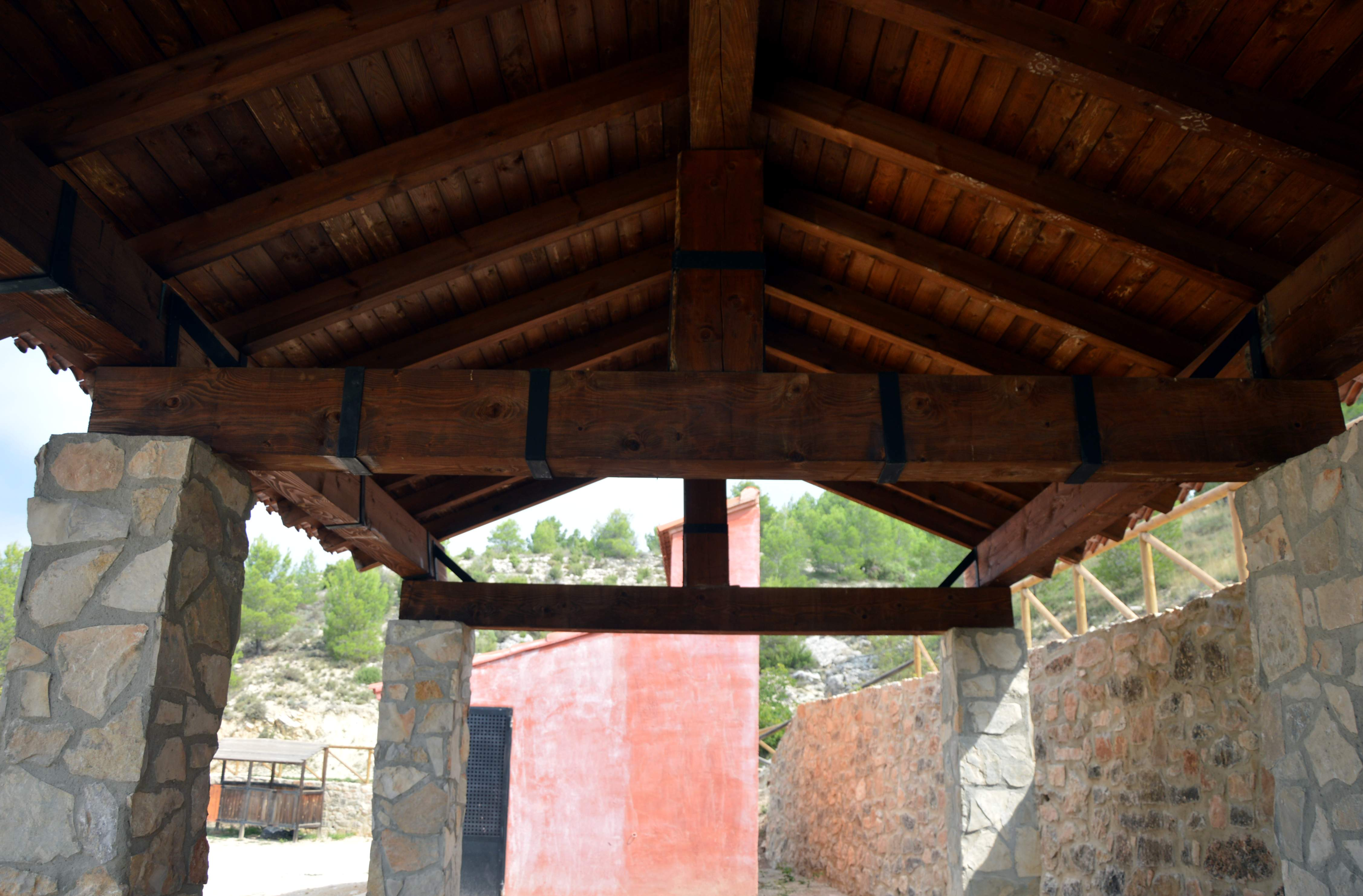
Detalle de la cobertura del cenador en el área recreativa del parque natural Municipal "Fuente Bellido" de Casas Altas (Valencia), 2018.

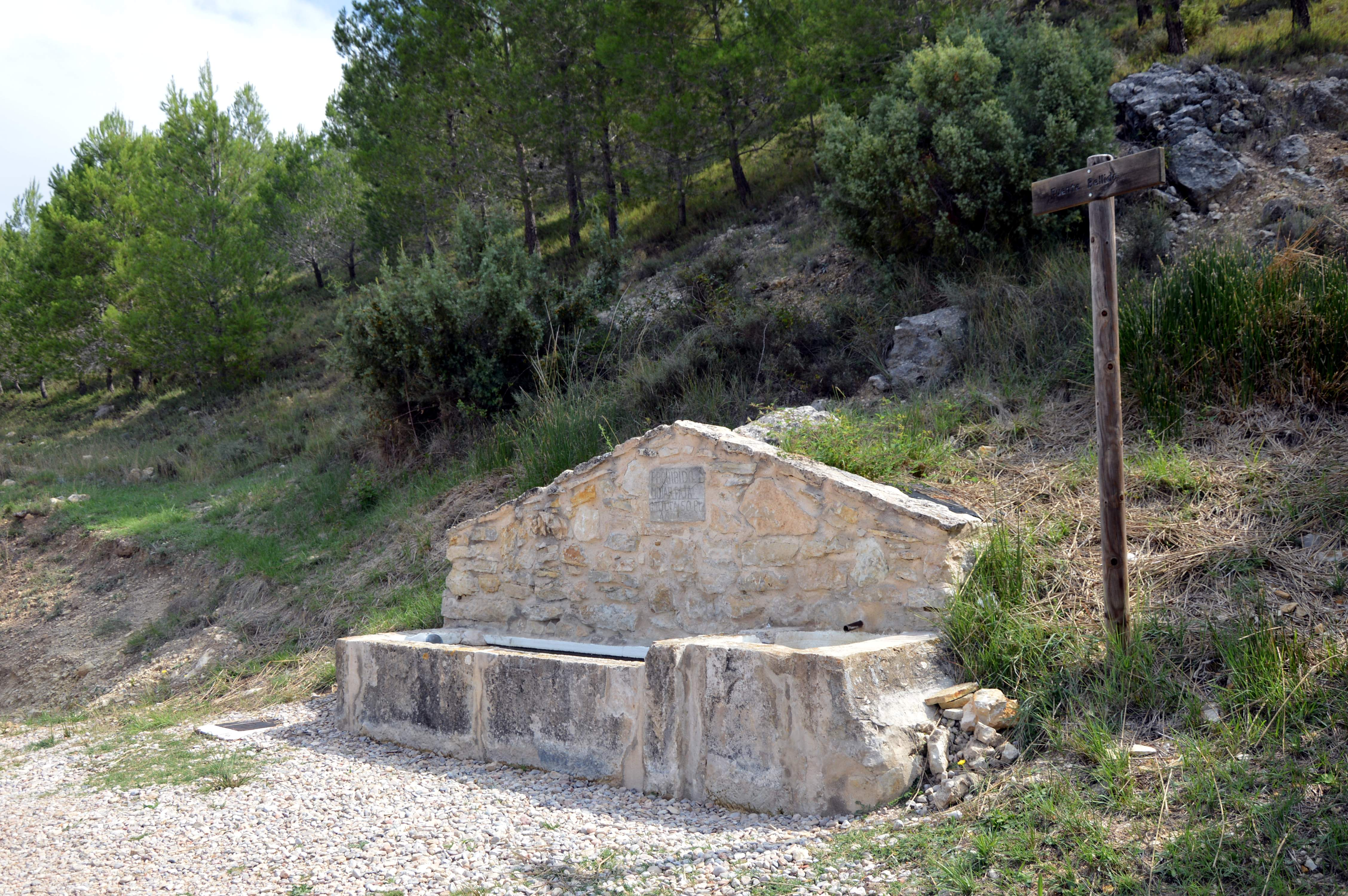
Fuente Bellido en el área recreativa del parque natural Municipal "Fuente Bellido" en Casas Altas (Valencia), 2018.

El paraje tiene una superficie de 1.000,565 hectáreas y posee destacados valores naturales y patrimoniales, motivo por el que fue declarado espacio protegido por acuerdo del Consell de la Generalidad Valenciana, el 13 de julio de 2007.

## Particularidades
Su nombre proviene de una de las numerosas fuentes que existen en el paraje, manantiales subterráneos señalados por la elevada calidad en sus aguas.
El paraje se halla en la vertiente oriental del término de Casas Altas, entre el río Turia (oeste) y la Sierra de Tortajada (este), correspondiente a las estribaciones de la Sierra de Javalambre. Por el norte limita con el término de Ademuz y por el sur con el de Casas Bajas y con la provincia de Cuenca. Su singular ubicación geográfica comunica a la zona caracteres especiales respecto a la fauna y la flora del lugar. A lo anterior cabe añadir la impronta de actividad humana en la zona, habiendo sufrido procesos erosivos, pérdida de vegetación y cambios en el uso del suelo (cereal, olivos, almendros...).

## Valores patrimoniales
Destacan los elementos de arquitectura tradicional de piedra en seco, como las  barracas de falsa cúpula y los muros de soporte de las antiguas terrazas de cultivo en las laderas.
Entre los hontanares destaca Fuente Bellido -que da nombre al paraje-: en su entorno se ha construido un merendero (con cenador cubierto y quemadores) y un mirador sobre la vega del Turia. El recinto incluye una mesa con un gran panel de cerámica valenciana (firmado por X. Claur de Alzira) en el que pueden apreciarse los principales accidentes geográficos de la zona noroccidental y suroccidental del término –Sierra de Albarracín, Sierra de Santerón y Serranía de Cuenca-, así como los núcleos urbanos de Ademuz, Casas Altas y Casas Bajas. El recinto incluye mesas con asiento, árboles de sombra, espacio para aparcamiento, etc.
Posee una colección de ladrillos de cerámica sobre postes, repartidas a lo largo del sendero que recorre el paraje e ilustran acerca de la fauna, flora y paisajes singulares del barranco de la Umbría Negra.

## Naturaleza

### Fauna
Cabe destacar la presencia de ciervos (Cervus elaphus), corzos (Capreolus capreolus), cada vez más abundantes; especies de carnívoros como el gato montés (Felis silvestris), la gineta (Genetta genetta) y grandes rapaces como el águila real (Aquila chrysaetos) y el búho real (Bubo bubo), entre otras. En las zonas más espesas y húmedas del bosque habita el gavilán (Accipiter nisus), la tórtola europea (Streptopelia turtur) y diferentes anfibios.

### Flora
- Predomina el pino carrasco (Pinus halepensis) en estado de latizal, con presencia de pinos laricio (Pinus nigra). En los antiguos bancales de cultivo pueden verse principalmente almendros y olivos, aunque la mayoría de las antiguas fincas fueron reforestadas o se hallan en proceso se recolonización por distintas especies arbustivas.

- La vegetación supramediterránea del género Quercus –asociada a la sabina albar (Juniperus thurifera) y al enebro (Juniperus oxycedrus)- puede verse en los barrancos que surcan el paraje, siendo de destacar las carrascas (Quercus rotundifolia) del barranco de la Umbría.

- El estrato arbustivo lo conforman las coscojas (Quercus coccifera), las sabinas negrales (Juniperus phoenicea) y los guillomos (Amelanchier ovalis); en el estrato subarbustivo predominan los romeros (Salvia rosmarinus), el espliego tipo lavanda (Lavandula latifolia) y los tomillos (Thymus vulgaris). En los pastizales destaca la presencia de la orquídea piramidal (Anacamptis pyramidalis).

## Comunicaciones y accesos
Sin carreteras que atraviesen el espacio protegido, la más próxima es la antigua N-330, que discurre por encima del casco urbano de Casas Altas. Existe, sin embargo, una pistar rural parcialmente asfaltada que comunica Ademuz con la aldea de Sesga, vía Val de la Sabina, que bordea el límite noroccidental del paraje.
Desde Casas Altas, para visitar el paraje hay que seguir el «camino de los Hinarejos», y por el «camino de las Returillas», siguiendo por el «camino del Gazapo».
Los caminos interiores del paraje son el «camino de la Umbría» (que comunica la pista de Ademuz a Sesga con el camino del Gazapo), y los «caminos de las Picadoras» y camino de los Hornos, que parten del camino de los Hinarejos. 
El sector suroriental el paraje lo atraviesa el camino de Sesga a Casas Bajas (a la altura del barranco de Sesga) y el camino de Santa Cruz de Moya, en el límite con la provincia de Cuenca.

## Características generales del sendero
- Dificultad: Moderada-alta.
- Circular: No.
- Longitud: 12 km (ida y vuelta).
- Bicicletas: Sí.
- Señalización: Sí
- Salida\llegada: En las afueras de Casas Altas, junto al río Turia.
- Equipamiento: Panel informativo general en el punto cero del recorrido, ladrillos cerámicos ilustrativos, senderos señalizados, fuentes: Fuente Bellido y Fuente del Hontanar, y área recreativa.

## Reseña de valores principales
- Paisaje: sistema de muelas y laderas, con profundos barrancos estacionales.
- Vegetación: Monte mediterráneo con masas de pinar y carrasca dispersas.
- Fauna: Presencia de grandes rapaces y, cada vez más, especies de ungulados.
- Interés Cultural: Elementos arquitectónicos de piedra en seco.